# 蔡淑媖
蔡淑媖（1962年3月29日—）出生於嘉義縣東石鄉，臺灣兒童文學工作者、故事媽媽及親子閱讀推廣者，嘉義縣東石鄉人。

## 簡介
- 1994年起從事閱讀文化推廣工作
- 1996年擔任台灣第一批故事志工講師，開始說故事、培育說故事人才、帶領讀書會活動。
- 2008年獲教育部社教公益獎。
- 曾任：
  - 新莊袋鼠媽媽讀書會會長
  - 新莊文史讀書會會長
  - 書香文化推廣協會理事長
  - 新樹幼兒圖書館館長　
  - 全民終身教育發展協會理事長
  - 中華民國兒童文學學會秘書長
- 現任教於哈柏露塔實踐教育機構 （页面存档备份，存于），擔任兒童哲學教師。

## 作品

### 書籍
- 《從聽故事到閱讀》，臺北市：富春文化，2001年4月，ISBN 9570398566；臺北市：信誼基金出版社，2006年11月17日，ISBN 9861611428；臺北市：文房文化，2018年1月，ISBN 9789869577427。
- 《寫個不停的媽媽》，臺北市：新苗文化，2005年3月，ISBN 9574512002。
- 國語日報專欄（2005－2007年）
- 《為孩子說故事：大聲讀給寶寶聽》，臺北市：天衛文化，2012年11月，ISBN 9789574903504。
- 《石頭媽媽》，曹俊彥繪，臺北市：小魯文化，2015年10月，ISBN 9789862115671。
- 《阿英的冬至》，王金選繪，臺北市：小文房，2019年12月，ISBN 9789578602793。
- 《屋瓦》，王瀅琇繪，臺北市：小文房，2023年1月3日，ISBN 9789865556563。
- 《阿英上學》，郭莉蓁繪，臺北市：小文房，2023年1月3日，ISBN 9789865556570。
- 《阿英放學》，許景翔繪，臺北市：小文房，2023年1月3日，ISBN 9789865556587。
- 《做家事》，郭莉蓁繪，臺北市：小文房，2023年1月3日，ISBN 9789865556594。

#### 共同著作
- 《繪本下午茶》，林寶鳳等著，臺北市：遠流出版公司，2002年7月5日，ISBN 9573246678。
- 《往事疊疊樂》，莊淑貞主編，臺北縣：台北縣書香文化推廣協會，2008年11月。
- 《大人也喜歡的繪本》，魏淑貞、賴嘉綾企劃，臺北市：玉山社，2015年10月5日，ISBN 9789862941171。
- 《111個最難忘的故事 第2集：田能久與大蛇精》，許書寧、王春子等，臺北市：字畝文化，2018年4月3日，ISBN 9789869608954。

#### 企劃
- 《火金姑民間故事繪本》（全6冊）（企劃、錄音），臺北市：遠流出版公司，2003年7月5日，ISBN 9573249251。

### 專文
- 〈從推廣閱讀到籌設民間兒童圖書館－臺灣媽媽的韌性與動力〉，臺北市立圖書館館訊第22卷第1期，2004年9月15日[1]。

## 外部連結

### 個人網站
- 部落格：蔡淑媖－說故事、閱讀，寫作與兒童文學 （页面存档备份，存于）
- Facebook個人頁面：蔡淑媖
Facebook粉絲專頁：蔡淑媖寫個不停

### 相關報導
- 黃岳彬，才情嘉義:蔡淑媖 （页面存档备份，存于），簡介嘉義縣籍作家、文學作家、藝文人士等，2009年11月24日［2018年1月26日查閱］。
- 蔡淑媖女士: 台灣媽媽的20年推動幼兒閱讀的路 （页面存档备份，存于），EDiversity 教育大同（YouTube（页面存档备份，存于）），2015年11月21日［2018年2月2日查閱］。
- 王惠英，資深故事推廣人 蔡淑媖 父母耐心傾聽， 溝通最忌中斷孩子想法，未來Family -生活‧教養‧愛，2016年11月1日［2018年1月26日查閱］。
- 林胤斈，64%青少年每週課外閱讀不到1小時　「全家最愛看書是自己」，親子天下，2018年6月15日［2023年7月2日查閱］。
- 【行天宮點滴】讀樂樂 眾樂樂「書香‧書箱‧好書交享閱」活動說明座談會 （页面存档备份，存于），行天宮通訊299期，2018年8月11日［2023年7月2日查閱］。
- 108學年度新生閱讀推廣 教育部擴大贈書給國中新生人手一本 （页面存档备份，存于），教育部全球資訊網，2019年8月30日［2023年7月2日查閱］。
- 邱榆蕙，失智長者聽講古回憶往事笑開懷 （页面存档备份，存于），人間福報，2020年7月2日［2023年7月2日查閱］。